# Dreiband-Europameisterschaft 1949

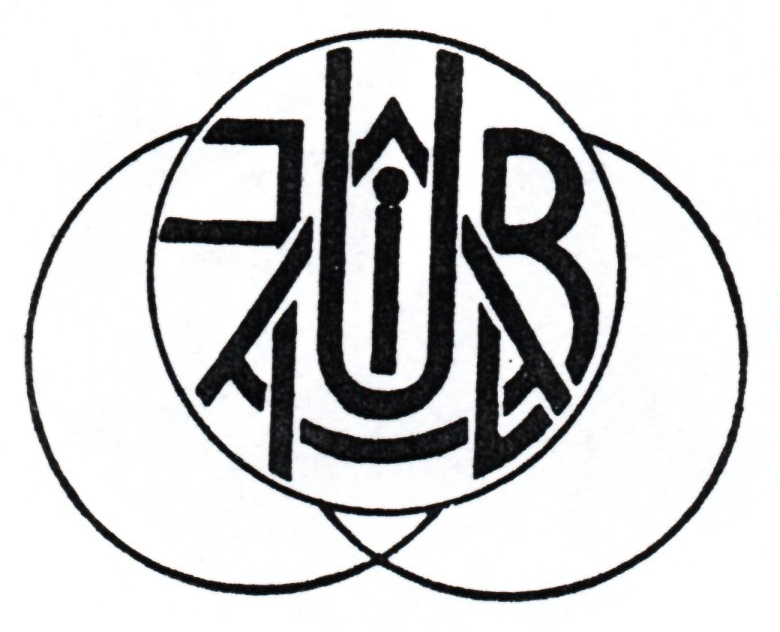
Logo UIFAB (ausrichtender Verband)

Die Dreiband-Europameisterschaft 1949 war das sechste Turnier in dieser Disziplin des Karambolage und fand vom 23. bis zum 26. Februar 1949 zum zweiten Mal nach 1939 in Angoulême in Frankreich statt.

## Geschichte
Zum vierten Mal nach 1935, 1939 und 1947 holte sich der Franzose Alfred Lagache den Titel des Europameisters, dies sollte sein Letzter sein. Zweimal zuvor hatte er den Rekord des besten Generaldurchschnitts (GD) erzielt. In diesem Jahr zog er mit dem neuen GD-Rekord seines Landsmannes Roger Hanun gleich. Dieser hatte die Höchstmarke im Vorjahr auf 1,219 gesetzt. Der Belgier René Vingerhoedt schloss, nach 1947, das Turnier zum zweiten Mal als Vizemeister ab. Der Titelverteidiger aus Spanien Joaquín Domingo belegte im Endklassement den undankbaren vierten Platz.

## Modus
Gespielt wurde „Jeder gegen Jeden“ bis 50 Punkte mit Nachstoß/Aufnahmegleichheit.

## Kurioses
Durchschnitt ist (nicht) alles! Der Niederländer Bert Wevers wurde mit einem Generaldurchschnitt (GD) von 0,522 Letzter des Turniers. Im Folgejahr konnte er den GD um 62 Tausendstel steigern und gewann mit 0,584 und 1951 steigerte er seinen GD um weitere 9 Tausendstel auf 0,593 und wurde … wieder Letzter!

## Abschlusstabelle
| MP    | Match Points (Sieger = 2; Unentschieden = 1; Verlierer = 0) |
| Pkte. | Erzielte Karambolagen                                       |
| Aufn. | Benötigte Versuche                                          |
| GD    | Generaldurchschnitt                                         |
| BED   | Bester Einzeldurchschnitt eines Spielers                    |
| HS    | Höchstserie                                                 |
|       | Bester GD des Turniers                                      |
|       | Bester ED des Turniers                                      |
|       | Beste HS des Turniers                                       |
|       | 1. Platz (Gold)                                             |
|       | 2. Platz (Silber)                                           |
|       | 3. Platz (Bronze)                                           |

| Endklassement              | Endklassement    | Endklassement | Endklassement | Endklassement | Endklassement | Endklassement | Endklassement |
| Platz                      | Name             | MP            | Pkte.         | Aufn.         | GD            | BED           | HS            |
| -------------------------- | ---------------- | ------------- | ------------- | ------------- | ------------- | ------------- | ------------- |
| 1                          | Alfred Lagache   | 14:2          | 391           | 439           | 0,890         | 1,219         | 8             |
| 2                          | René Vingerhoedt | 13:3          | 379           | 517           | 0,733         | 0,980         | 6             |
| 3                          | Marcel Lacroix   | 10:6          | 369           | 582           | 0,634         | 0,847         | 6             |
| 4                          | Joaquín Domingo  | 8:8           | 361           | 543           | 0,664         | 0,847         | 6             |
| 5                          | Roger Rousse     | 8:8           | 354           | 535           | 0,661         | 0,757         | 11            |
| 6                          | António Ventura  | 6:10          | 380           | 608           | 0,625         | 0,781         | 8             |
| 7                          | Léonard Dessart  | 5:11          | 332           | 567           | 0,585         | 0,724         | 5             |
| 8                          | Jan Broekhuizen  | 4:12          | 341           | 593           | 0,575         | 0,796         | 7             |
| 9                          | Bert Wevers      | 4:12          | 345           | 660           | 0,522         | 0,561         | 6             |
| Turnierdurchschnitt: 0,644 |                  |               |               |               |               |               |               |